# Octobre 1859

## Événements
- 16 octobre : raid du militant abolitionniste John Brown contre l'arsenal de Harpers Ferry, en Virginie.
- 29 octobre : guerre de l’Espagne contre le Maroc (fin en 1860). Une armée de 50 000 hommes passe au Maroc.
- 30 octobre : le vice-amiral Rigault de Genouilly quitte son commandement en Annam sous les acclamations de ses hommes.
- 31 octobre - 6 novembre : défaites des tribus arabes qui avaient attaqué les positions françaises en Algérie.

## Naissances
- 9 octobre : Alfred Dreyfus (voir l'affaire Dreyfus) († 12 juillet 1935).
- 18 octobre : Henri Bergson, philosophe français († 4 janvier 1941).
- 29 octobre : Ernst Hartert, ornithologue allemand († 11 novembre 1933).

## Décès
- 7 octobre : Jean-Baptiste Van Cutsem (né en 1805), avocat, magistrat et personnalité politique belge.
- 15 octobre : Pedro Parraga, matador espagnol (° 5 novembre 1818).
- 20 octobre : Frédéric Millet, peintre français (° 28 juillet 1786).
- 31 octobre : Allyre Bureau, homme politique, musicien (° 1810).